# Microctenonyx
Microctenonyx es un género de arañas araneomorfas de la familia Linyphiidae. Se encuentra en la zona holártica y África Occidental.

## Lista de especies
Según The World Spider Catalog 12.0:
- Microctenonyx apuliae (Caporiacco, 1951)
- Microctenonyx cavifrons (Caporiacco, 1935)
- Microctenonyx evansae (Locket & Russell-Smith, 1980)
- Microctenonyx subitaneus (O. Pickard-Cambridge, 1875)